# Phil Cunningham (folkmuzikant)
Phil Cunningham (Edinburgh, 1960 is een Schots folkmuzikant en componist.

## Levensloop
Cunningham is multi-instrumentalist en bespeelt gitaar, piano (keyboard/synthesizer), viool, mandoline, tinwhistle, maar is toch vooral bekend als accordeonist. Hij begon als 16-jarige in de folkband Silly Wizard, waarin ook zijn broer Johnny zat met wie hij ook aan een duoproject werkte. Na het uiteen gaan van Silly Wizard vormden Phil en Johnny samen met de Ierse broer en zus Mícheál Ó Domhnaill en Tríona Ní Dhomhnaill de band Relativity. Daarna ging Phil diverse samenspeelverbanden aan. Daarvan is die met de mede Schotse folk-muzikant Aly Bain de bekendste, ze traden onder andere een aantal jaren samen op in zomeravond muziekshows van de Schotse BBC. Tevens nam hij een aantal albums op met de Amerikaanse zangeres Connie Dover. Tegenwoordig componeert hij ook klassiek muziek, vooral geïnspireerd door en geënt op Schotse volksmuziek.

## Discografie

### Silly Wizard
- Caledonia's Hardy Sons (1978)
- So Many Partings (1980)
- Wild and Beautiful (1981)
- Kiss the Tears Away (1983)
- A Glint of Silver (1986)
- Live Wizardry (1988)

### Soloalbums
- Airs & Graces (1984)
- Palomino Waltz (1989)

### Relativity
- Relativity (1986)
- Gathering Pace (1987)

### Met Johnny Cunningham
- Against the Storm (1980)

### Met Aly Bain
- The Pearl (1995)
- The Ruby (1997)
- Another Gem (2000)
- Spring The Summer Long (2003)
- Best of Aly and Phil (2004)
- Roads Not Travelled (2006)
- Portrait (2010)
- Five and Twenty (2012)

### Met Connie Dover
- Somebody (1991)
- The Wishing Well (1994)
- If Ever I Return (1997)
- The Border of Heaven (2000)

### Met Kris Drever
- Mark the Hard Earth (2010)